# Qardaha
Qardaha, manchmal auch Kardaha geschrieben (arabisch القرداحة, DMG al-Qardāḥa), ist eine im Gouvernement Latakia im Nordwesten Syriens gelegene Kleinstadt an den Hängen des Dschebel Ansariye. Im Ort leben überwiegend Alawiten.
Qardaha liegt etwa 30 Kilometer von Latakia entfernt und ist der Geburtsort des langjährigen syrischen Diktators Hafiz al-Assad, der 1930 in eine wohlhabende Familie von Landwirten geboren wurde. Später wurde Assad Offizier und Politiker der Baath-Partei. An seinem Staatsbegräbnis am 13. Juni 2000 nahmen zahlreiche arabische Staatsoberhäupter und westliche Außenminister teil. In dem 1994 erbauten Mausoleum wurde auch Assads ältester Sohn Basil beigesetzt. Assads Grabstätte befand sich in der Mitte des Kuppelbaus, die seines Sohnes an einer Seite. Nach dem Sturz des Assad-Regimes im Dezember 2024 stürmten Rebellen das Mausoleum und setzten die Grabstätten in Brand.
Zur Zeit von Assads Geburt hatte der Ort etwa 1800 Einwohner, zu Beginn seiner Präsidentschaft 1971 waren es 3357 Einwohner. Für 2010 werden knapp 18.000 Einwohner geschätzt.
Qardaha kann mit al-Qardaha einen erfolgreichen Fußballverein aufweisen.

## Söhne und Töchter der Stadt
- Ali Sulaiman al-Assad (1875–1963), Vater von Hafiz al-Assad
- Hafiz al-Assad (1930–2000), langjähriger Präsident von Syrien
- Rifaat al-Assad (* 1937), jüngerer Bruder des syrischen Präsidenten Hafiz al-Assad
- Hasan al-Khayer († 1980), Dichter